# سلطان السویدی
سلطان السویدی (انگلیسی: Sultan Al-Sowaidi؛ زادهٔ ۲۶ نوامبر ۱۹۹۳) بازیکن فوتبال اهل امارات متحده عربی است.